# Birsa Munda

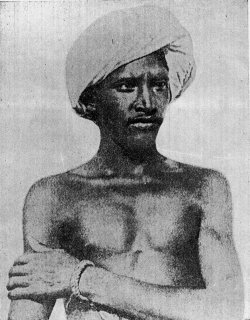
Birsa Munda (spätes 19. Jahrhundert)

Birsa Munda (Ausspracheⓘ; Hindi बिरसा मुंडा Birsā Muṇḍā, * 15. November 1875 in Ranchi, Jharkhand; † 9. Juni 1900 ebenda) war ein indigener Anführer und Volksheld des Munda-Stammes. Er war der Begründer der millenaristischen Bewegung in den heutigen indischen Bundesstaaten Jharkhand und Bihar, die zum Ende des 19. Jahrhunderts gegen die britischen Besatzer kämpfte. Dadurch wurde er zu einer bedeutenden Figur in der Geschichte der indischen Unabhängigkeitsbewegung.
Sein Porträt hängt in der Zentralen Halle des indischen Parlaments – als der einzige Adivasi-Ureinwohner, welcher derart gewürdigt wird.
Der Name Birsa Munda wird mit großem Respekt für einen der Freiheitskämpfer gegen den britischen Imperialismus genannt. Seine Erfolge während der Aufstände und Revolten gegen die britische Herrschaft in Indien werden durch den Umstand noch größer, dass er nicht einmal 25 Jahre alt wurde.

## Frühe Kindheit
Birsa Munda wurde am Donnerstag, den 15. November 1875 geboren und daher nach der Tradition der Munda nach diesem Wochentag benannt. In Volksliedern werden entweder Ulihatu oder Chalkadin als Geburtsort von Birsa Munda genannt. Ulihatu war der Geburtsort seines Vaters Sugana Mundas. Die Annahme, dass Birsa Munda in Ulihatu geboren wurde, basiert auf Aussagen seines älteren Bruders Komta Munda, der in diesem Dorf lebte. Sein Haus, das trotz seines baufälligen Zustands noch immer besteht, unterstützt diese Vermutung.
Birsas Vater, Mutter Karmi Hatu und sein jüngerer Bruder Pasna Munda verließen Ulihatu und zogen auf der Suche nach Arbeit als Arbeiter, Erntehelfer (sajhadar) oder Ryots (indischer Bauer) nach Kurubda in der Nähe von Birbanki. In Krumbda kamen Birsas älterer Bruder Komta und seine Schwester Daskir zur Welt. Von dort zog die Familie nach Bamba, wo Birsas Schwester Champa und Birsa Munda geboren wurden.
Kurz nach Birsas Geburt verließ die Familie Bamba. Ein Streit zwischen den Mundas und ihren Ryots, in den sein Vater als Zeuge verwickelt war, veranlasste sie, nach Chalkad, dem Dorf Suganas´ Mutter weiterzuziehen, wo ihnen von Bir Singh, dem Munda des Dorfes, Zuflucht geboten wurde. Birsas Geburtszeremonie wurde in Chalkad vollzogen. Als ein Munda war er sehr in der Gesellschaft respektiert. Es wird berichtet, dass er die Stärke von 100 Elefanten besaß, da er später mit bloßen Händen englische Gewehre verbog und Maschinen aus England zerlegte, mit denen er angegriffen wurde.

## Späte Kindheit
Birsa Munda hatte eine sehr schöne und frohe Kindheit. Er wuchs in einer Umgebung auf, in der er engen Kontakt mit den britischen Kolonialherren hatte. Birsas ersten Jahre verlebte er mit seinen Eltern in Chalkad. Er hütete Schafe, spielte Flöte und Tila, ein ein-saitiges Instrument aus Kürbis.
Wegen der Armut der Familie wurde Birsa nach Ayubhatu, in das Dorf eines Onkels seiner Mutter gebracht. Sein ältester Bruder Komta Munda ging nach Kundi Bartoli, begab sich in den Dienst der Mundas, heiratete und lebte dort acht Jahre, bis er sich seinem Vater und jüngeren Bruder in Chalkad wieder anschloss. In Ayubhatu lebte Birsa für zwei Jahre. Er ging zur Schule in Salga, die von einem Jaipal Nag betrieben wurde. Dann begleitete er Joni, die jüngere Schwester seiner Mutter, Khatanga zu ihrer Vermählung und in ihr neues Zuhause. Er kam mit einem Pracharak (Prediger) in Kontakt, der zum Christentum konvertierte Familien besuchte, wodurch diese die traditionellen Munda-Gesetze verletzten.
Er war so in Gedanken versunken, dass er die Ziegen- und Schafsherden vernachlässigte und daher Ärger mit deren Besitzern bekam. Daher verließ er das Dorf und ging nach Kundi Bartoli zu seinem Bruder. Wahrscheinlich begab er sich von dort zum deutschen Missionswerk in Burju, wo er die Grundschule absolvierte. Er wurde auch in Chaibasa in der Schule der deutschen Gossner Mission unterrichtet.

## Prägende Jahre (1886–1894)
Birsas langer Aufenthalt in Chaibasa von 1886 bis 1890 war von großem Einfluss auf sein späteres Leben. Der Einfluss des Christentums formte seine eigene religiöse Überzeugung. Diese Zeit war gekennzeichnet von deutschem Einfluss und römisch-katholischer Missionierung. Chaibasa lag in der Nähe des Aktivitätszentrums der Sardars, weshalb Sugana Munda erwog, seinen Sohn von der Missionsschule abzuziehen. Die Sardars beeinflussten Birsas ablehnende Haltung gegenüber Mission und Regierung. Kurz nachdem sie Chiabasa 1890 verließen, traten Birsa und seine Familie aus der Deutschen Mission aus.
Er verließ Corbera mit dem Erstarken der Sardar-Bewegung. Er beteiligte sich unter der Führung von Gidiun von Piring im Gebiet Porhat an den Aufständen, in denen sich die Unzufriedenheit des Volkes gegen die Einschränkungen der traditionellen Rechte der Mundas im geschützten Wald äußerte. In den Jahren 1893 und 1894 wurde sämtliches Brachland der Dörfer, das 1882 durch den Indian Forest Act VII in Regierungseigentum überführt worden war, zu geschützten Wäldern erklärt. In Sighbhum wie in Palamau und Manbhum wurden Unternehmungen zu Waldbesiedlungen anberaumt und Messungen vorgenommen, welche die Rechte der waldbewohnenden Siedlungen besiegeln sollten. Für die Dörfer in den Wäldern wurden Blöcke von komfortabler Größe abgesperrt, nicht nur für die Bebauung, sondern auch für die Kultivierung des erschlossenen Geländes. Im Jahr 1894 war Birsa zu einem kräftigen, scharfsinnigen und intelligenten Mann herangewachsen. Mit einer Größe von 1,63 Metern war er für einen Munda ungewöhnlich groß. Er zeichnete sich aus, als er den Dombari Tank in Garbera reparierte, den der Regen zerstört hatte. Seine Erscheinung war außerordentlich angenehm: Seine Eigenschaften waren ordentlich, seine Augen strahlend und voller Intelligenz und sein Aussehen heller als die meisten seines Volkes.
Während dieser Zeit erlebte er mehrere Ereignisse, die für einen jungen Mann seines Alters und seiner Erscheinung typisch sind. Während eines Aufenthalts in den Nachbardörfern von Sankara in Singhbhum fand er geeignete Bekanntschaften, präsentierte sich den Eltern mit Juwelen und schlug eine Heirat vor. Später, als er aus dem Gefängnis entlassen wurde, befand er sie nicht treu und verließ sie. Eine andere Frau, die ihm half, war die Schwester von Mathura Munda. Bei seiner Entlassung aus dem Gefängnis verlangte die Tochter von Mathura Munda aus Koensar, die von Kali Munda betreut wurde, sowie die Frau von Jaga Munda aus Jiuri, Birsa zur Frau zu nehmen. Birsa wies sie jedoch zurück und schickte die Frau von Jaga Munda zu ihrem Ehemann zurück. Eine andere Frau, von der man hörte, war Sali von Burudih. In einer späteren Phase seines Lebens betonte Birsa die Monogamie.
Birsa wuchs unter den Ryots, dem tiefsten Rang der Landarbeiter auf. Im Gegensatz zu ihren Namensvettern in anderen Regionen hatten sie im Mundari Khuntkatti-System nur sehr wenige Rechte, da dieses System alle Rechte auf die Nachkommen der Gründer beschränkte. Die Ryots galten nichts weiter als Tagelöhner. Birsas eigene Erfahrungen als junger Mann, der auf der Suche nach Arbeit von Ort zu Ort zog, gaben ihm tiefe Einblicke in die Agrarproblematik und die Angelegenheiten des Waldes. Er war kein passiver Beobachter, sondern ein aktiver Teilnehmer an der Bewegung seiner Gemeinschaft.

## Berufung zum Propheten
Birsas Behauptung, ein Botschafter Gottes und Gründer einer neuen Religion zu sein, war für die Mission absurd. Auch Christen, hauptsächlich Sardars, konvertierten zu seiner Sekte. Sein einfaches Kollekten-System richtete sich direkt gegen die Kirche, die eine Steuer erhob. Und das Konzept von einem Gott fand Anklang in seiner Ethnie. Die neue Religion des Wunderheilers und Predigers verbreitete sich gegen alle Widerstände. Die Mundas, Oraons and Kharias kamen in Scharen nach Chalkad, um den neuen Propheten zu sehen und um von ihren Leiden geheilt zu werden. Die beiden Bevölkerungsgruppen der  Oraon- und Munda bis hinauf nach Barwari und Chechari in Palamau wurden überzeugte Birsaiten. Zeitgenössische und alte Volkslieder erinnern an den enormen Einfluss Birsas auf die Bevölkerung, ihre Freude und Hoffnungen auf sein Kommen. Der Name Dharti Aba war allgegenwärtig. Ein Volkslied in Sadani beschreibt, wie die ersten Einflüsse die Kastengrenzen von Hindus und Moslems überwanden, die sich ebenfalls um die neue „Sonne der Religion“ scharten.

## Birsa Munda und seine Bewegung

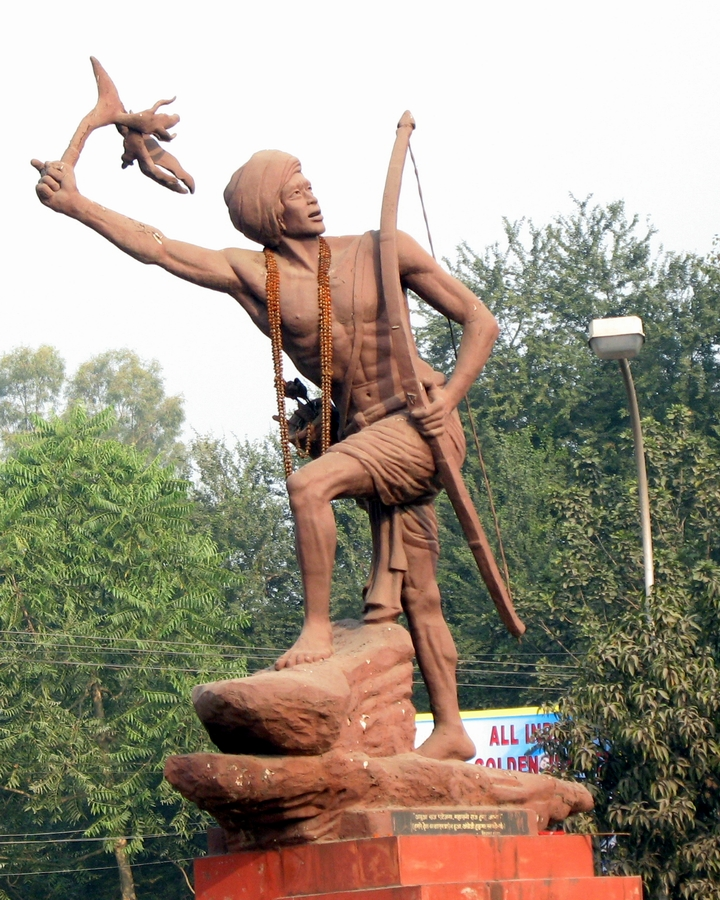
Statur Birsa Mundas in Naya More, Bokaro Steel City, Jharkhand

Der britische Kolonialkrieg intensivierte die Transformation von einem Agrarsystem in ein Feudalsystem.
1856 betrug die Zahl der Jagirdars, die aus heutiger Sicht als Strohpuppen der Engländer fungierten, noch ungefähr 600. Sie lebten in bis zu 150 Dörfern. Im Jahr 1874 waren fast alle Autoritäten der Munda- und Oraon-Führer von den Farmern betroffen, die von höheren Mächten unterstützt wurden. In einigen Dörfern hatten die Ureinwohner sämtliches Land verloren und wurden auf den Status von Landarbeiter zurückgeworfen. Angesichts der doppelten Herausforderungen durch den Zusammenbruch der Landwirtschaft und kulturelle Veränderungen reagierten die Munda mit einer Reihe von Revolten und Aufständen unter der Führung von Birsa. Die Bewegung kämpfte für die Landrechte der Mundas und forderte die Enteignung der Briten sowie ihrer Mittelsmänner.
Birsa wurde am 3. Februar 1900 gefangen genommen und starb am 9. Juni 1900 im Gefängnis von Ranchi. Die Todesursache ist ungeklärt. Er zeigte zwar keinerlei Symptome von Cholera, jedoch gab die britische Regierung Cholera als Todesursache an. Nach seinem Tod verlor die Bewegung an Dynamik, blieb jedoch in zwei wesentlichen Aspekten von Bedeutung. Die Kolonialregierung wurde gezwungen, Gesetze zu erlassen, die es erschwerten, den Stämmen Land wegzunehmen. Zum anderen bewies die Bewegung, dass die Ureinwohner in der Lage waren, gegen Ungerechtigkeiten zu protestieren und ihren Widerstand gegen die Kolonialherrschaft zum Ausdruck zu bringen. Dabei entwickelten sie selbstständig Rituale und Symbole des Widerstands.

## Rezeption in Kultur, Literatur und Film
Sein Geburtstag am 15. November wird immer noch von Stammesangehörigen in den Bezirken Mysore und Kodagu gefeiert und offizielle Feiern werden in Kokar (Ramchi) abgehalten.
2008 erschien der Bollywoodfilm Gandhi Se Pehle Gandhi mit Gracy Singh und Sameer Kochhar in den Hauptrollen. Diese filmische Biografie Birsa Mundas wurde von Igbal Durran nach seinem eigenen gleichnamigen Roman produziert.
Ein anderer Hindifilm, Ulgulan-Ek Kranti (The Revolution) wurde 2004 von Ashok Saran gedreht. In ihm spielen 500 Birsaiten oder Anhänger Birsas mit.
Ramon-Magsaysay-Preis-Gewinnerin und Aktivistin Mahasweta Devis historischer Roman "Aranyer Adhikar" (Right to the Forest, 1977) gewann 1979 den Sahitya Akademi Award. Später veröffentlichte sie eine Version des Romans, "Birsa Munda", speziell für junge Leute. Er wurde 2005 als "Aufstand im Munda-Land" ins Deutsche übersetzt.

## Gedenken
Ihm wird durch die Benennung folgender Institutionen gedacht: Birsa Institute of Technology Sindri, Birsa Agricultural University und die Sidho Kanho Birsha University. Mehrere große Sportstätten wie das Birsa Munda Athletics Stadium, Birsa Institute Of Technical Education (B.I.T.E. Ramgarh), das Birsa Munda Zentralgefängnis, der Birsa Munda Flughafen (IATA-Flughafencode: IXR, ICAO-Code: VERC), und die Partei Birsa Seva Dal ehren ihn mit ihren Namen.
Der Schlachtruf des Bihar-Regiments lautete "Birsa Munda Ki Jai" (Sieg für Birsa Munda).